# Quattro Giorni di Dunkerque 1966
La Quattro Giorni di Dunkerque 1966, dodicesima edizione della corsa, si svolse dall'11 al 15 maggio su un percorso di 935 km ripartiti in 5 tappe (la seconda e la quinta suddivise in due semitappe), con partenza e arrivo a Dunkerque. Fu vinta dal belga Theo Mertens della Peugeot-BP-Michelin davanti all'olandese Jan Janssen e al francese Pierre Beuffeuil.

## Tappe
| Tappa  | Data      | Percorso                              | km   | Vincitore di tappa  | Leader cl. generale |
| ------ | --------- | ------------------------------------- | ---- | ------------------- | ------------------- |
| 1ª     | 11 maggio | Dunkerque > Valenciennes              | 193  | Jos Huysmans        |                     |
| 2ª-1ª  | 12 maggio | Valenciennes > Maubeuge               | 112  | Walter Boucquet     |                     |
| 2ª-2ª  | 12 maggio | Maubeuge > Maubeuge (cron. a squadre) | 13,9 | Peugeot-BP-Michelin |                     |
| 3ª     | 13 maggio | Maubeuge > Dunkerque                  | 214  | Theo Mertens        |                     |
| 4ª     | 14 maggio | Dunkerque > Dunkerque                 | 214  | Vin Denson          |                     |
| 5ª-1ª  | 15 maggio | Cassel > Cassel                       | 107  | Rolf Wolfshohl      |                     |
| 5ª-2ª  | 15 maggio | Dunkerque > Dunkerque                 | 81   | Arthur Decabooter   | Theo Mertens        |
| Totale | Totale    | Totale                                | 935  |                     |                     |

## Dettagli delle tappe

### 1ª tappa
- 11 maggio: Dunkerque > Valenciennes – 193 km

| Pos. | Corridore              | Squadra      | Tempo    |
| ---- | ---------------------- | ------------ | -------- |
| 1    | Jos Huysmans           | Mann-Grundig | 5h09'05" |
| 2    | Gustaaf De Smet        | Wiel's       | s.t.     |
| 3    | Bernard Vandekerckhove | Ford France  | s.t.     |

| Pos. | Corridore | Squadra | Tempo |
| ---- | --------- | ------- | ----- |

### 2ª tappa - 1ª semitappa
- 12 maggio: Valenciennes > Maubeuge – 112 km

| Pos. | Corridore       | Squadra      | Tempo    |
| ---- | --------------- | ------------ | -------- |
| 1    | Walter Boucquet | Mann-Grundig | 2h50'09" |
| 2    | Jaak De Boever  | Wiel's       | a 21"    |
| 3    | Michel Nédélec  | Peugeot      | s.t.     |

| Pos. | Corridore | Squadra | Tempo |
| ---- | --------- | ------- | ----- |

### 2ª tappa - 2ª semitappa
- 12 maggio: Maubeuge > Maubeuge (cron. a squadre) – 13,9 km

| Pos. | Squadra                  | Tempo  |
| ---- | ------------------------ | ------ |
| 1    | Peugeot-BP-Michelin      | 19'44" |
| 2    | Pelforth-Sauvage-Lejeune | a 1"   |
| 3    | Mercier-BP-Hutchinson    | s.t.   |

| Pos. | Corridore | Squadra | Tempo |
| ---- | --------- | ------- | ----- |

### 3ª tappa
- 13 maggio: Maubeuge > Dunkerque – 214 km

| Pos. | Corridore        | Squadra  | Tempo    |
| ---- | ---------------- | -------- | -------- |
| 1    | Theo Mertens     | Peugeot  | 5h32'17" |
| 2    | Jan Janssen      | Pelforth | s.t.     |
| 3    | Pierre Beuffeuil | Kamomé   | a 1"     |

| Pos. | Corridore | Squadra | Tempo |
| ---- | --------- | ------- | ----- |

### 4ª tappa
- 14 maggio: Dunkerque > Dunkerque – 214 km

| Pos. | Corridore   | Squadra     | Tempo    |
| ---- | ----------- | ----------- | -------- |
| 1    | Vin Denson  | Ford France | 5h48'51" |
| 2    | Jan Hugens  | Ford France | a 22"    |
| 3    | Jean Dupont | Kamomé      | s.t.     |

| Pos. | Corridore | Squadra | Tempo |
| ---- | --------- | ------- | ----- |

### 5ª tappa - 1ª semitappa
- 15 maggio: Cassel > Cassel – 107 km

| Pos. | Corridore           | Squadra     | Tempo    |
| ---- | ------------------- | ----------- | -------- |
| 1    | Rolf Wolfshohl      | Mercier     | 2h49'59" |
| 2    | Arie den Hartog     | Ford France | s.t.     |
| 3    | Graziano Battistini | Vittadello  | a 2"     |

| Pos. | Corridore | Squadra | Tempo |
| ---- | --------- | ------- | ----- |

### 5ª tappa - 2ª semitappa
- 15 maggio: Dunkerque > Dunkerque – 81 km

| Pos. | Corridore         | Squadra      | Tempo    |
| ---- | ----------------- | ------------ | -------- |
| 1    | Arthur Decabooter | Wiel's       | 1h59'42" |
| 2    | Jos Boons         | Mann-Grundig | a 32"    |
| 3    | René Van Meenen   | Wiel's       | s.t.     |

| Pos. | Corridore        | Squadra  | Tempo     |
| ---- | ---------------- | -------- | --------- |
| 1    | Theo Mertens     | Peugeot  | 24h34'09" |
| 2    | Jan Janssen      | Pelforth | a 6"      |
| 3    | Pierre Beuffeuil | Kamomé   | a 53"     |

## Classifiche finali

### Classifica generale
| Pos. | Corridore            | Squadra                  | Tempo     |
| ---- | -------------------- | ------------------------ | --------- |
| 1    | Theo Mertens         | Peugeot-BP-Michelin      | 24h34'09" |
| 2    | Jan Janssen          | Pelforth-Sauvage-Lejeune | a 6"      |
| 3    | Pierre Beuffeuil     | Kamomé-Dilecta-Dunlop    | a 53"     |
| 4    | Ferdinand Bracke     | Peugeot-BP-Michelin      | a 2'35"   |
| 5    | Barry Hoban          | Mercier-BP-Hutchinson    | a 2'36"   |
| 6    | Jean-Claude Lefèbvre | Pelforth-Sauvage-Lejeune | a 2'45"   |
| 7    | André Messelis       | Mann-Grundig             | a 3'07"   |
| 8    | Henry Duez           | Peugeot-BP-Michelin      | s.t.      |
| 9    | Maurice Izier        | Pelforth-Sauvage-Lejeune | a 3'08"   |
| 10   | Arie den Hartog      | Ford France-Hutchinson   | s.t.      |